# Sergio Cavina
Sergio Cavina (Ravenna, 5 settembre 1929 – Bologna, 22 dicembre 1977) è stato un politico italiano.

## Biografia
Giovane studente aderisce al PCI nel 1945 svolgendo attività nel movimento studentesco e ricoprendo l'incarico di segretario provinciale della FGCI fino al 1951. Si laurea in giurisprudenza e diventa dirigente funzionario della Federazione del PCI di Ravenna svolgendo incarichi in attività del settore culturale e stampa. Dal 1959 al 1965 è segretario della Federazione PCI di Ravenna.
Dal 1956 al 1970 è consigliere del Comune di Ravenna. Sposato con Nadia, ha avuto tre figli Olga, Laura e Andrea. Dal 1970 la famiglia si trasferì a Bologna dove tuttora risiede e in particolare la moglie Nadia si è impegnata nel settore socioculturale prima come responsabile della Commissione scuola del Quartiere Savena e successivamente dirigendo l'Università per l'educazione permanente degli adulti “Primo Levi”.
Dal 1965 al 1976 ricopre l'incarico di segretario regionale del Partito comunista dell'Emilia-Romagna ed è membro del Comitato centrale e della Direzione Nazionale del Partito. Nel 1970 viene eletto consigliere regionale e rieletto poi nel 1975, ricopre inoltre l'incarico di membro della Commissione per l'elaborazione dello Statuto della Regione. Il 21 maggio 1976 viene eletto Presidente della Giunta regionale, incarico che riveste fino all'improvvisa e prematura morte avvenuta a causa di un malore il 22 dicembre 1977 occorsogli all'età di 48 anni mentre stava uscendo dalla sala del Consiglio regionale.